# Erhard van Straaten
Erhard van Straaten (* 28. April 1943 in Gießen) ist ein deutscher Medienmanager.

## Leben
1970 schloss er ein Wirtschaftsingenieursstudium mit dem Diplom ab.
1973 trat er in den Axel Springer Verlag ein. 1982 übernahm er dort den Vorsitz des Geschäftsbereichs Stabsabteilung. 1985 wurde er Mitglied des Vorstands der Axel Springer Verlags AG, verantwortlich für die Stabsabteilung sowie In- und Auslandsbeteiligungen. Parallel war er Geschäftsführer des Berliner Ullstein Verlags. 1990 wurde er im Vorstand verantwortlich für Zeitungen im In- und Ausland.
1992 wechselte van Straaten als Geschäftsführer und Vorstandsmitglied zur Hamburger Gesellschaft für Medienberatung und Entwicklung (GME). 1996 wurde er Generalbevollmächtigter der Münchener Ferenczy Media Gruppe. 2002 wurde er Vorstandsmitglied der Ludwigsburger Film-Managementholding CoproMedia AG, verantwortet dort Kommunikation, Strategie und Organisation.
Von 1987 bis 1989 war er stellvertretendes Mitglied des Postverwaltungsrates der Deutschen Bundespost, von 1989 bis 1994 Mitglied des Aufsichtsrats der Deutschen Telekom AG und von 1993 bis 1996 Mitglied des Aufsichtsrats der DeTeMobil. Seit 1996 ist er Mitglied der Hamburger Handelskammer; er beriet 2000 die Arbo Media.net AG.
| Personendaten    | Personendaten           |
| ---------------- | ----------------------- |
| NAME             | Straaten, Erhard van    |
| KURZBESCHREIBUNG | deutscher Medienmanager |
| GEBURTSDATUM     | 28. April 1943          |
| GEBURTSORT       | Gießen                  |